# 존 길버트 (배우)
존 길버트(John Gilbert, 1899년 7월 10일 ~ 1936년 1월 9일)는 미국의 배우이다.